# 塞烏訥河
塞烏訥河（法語：Séoune，法語發音：[seun]）是法國的河流，位於該國西南部，屬於加龍河的右支流，河道全長64.9公里，流域面積463平方公里，平均流量每秒3.07立方米，發源自索澤附近，河口處在博埃。

## 外部連結
- http://www.geoportail.fr （页面存档备份，存于）
- Sandre数据库中的塞乌讷河